# Irineu Popescu
Irineu Popescu (n. 12 martie 1952) este un fost senator  în legislatura  1992 - 1996 și deputat român în legislatura 1996-2000, ales în județul Dâmbovița pe listele partidului PNȚCD. În legislatura 1992 - 1996, Irineu Popescu a fost validat ca senator pe 3 septembrie 1996 când l-a înlocuit pe senatorul Emilian Buzică. Irineu Popescu a fost condamnat de Curtea de Apel Pitești la închisoare cu executare și la o amendă de 3 milioane de lei. În legislatura 1996-2000, Irineu Popescu a fost membru în grupurile parlamentare de prietenie cu Federația Rusă și Republica Slovacă. 

## Legaturi externe
- Irineu Popescu Arhivat în 22 august 2016, la Wayback Machine. la cdep.ro